# Spik

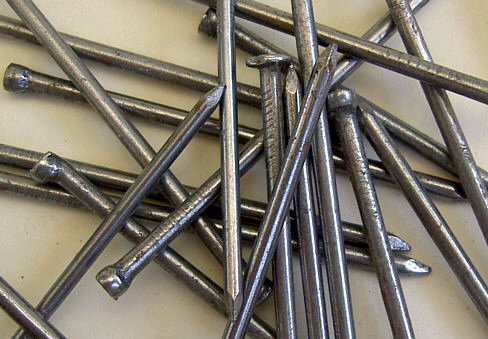
Spikar

Spik eller nagel är ett fästelement av trä eller metall (smitt eller draget av metalltråd), i ena änden spetsig och i den andra försedd med ett större eller mindre huvud (skalle), som används för att sammanfoga, eller nagla fast, trä mot trä eller andra material mot trä.
Spikens tvärsnitt är oftast fyrkantigt men kan även vara runt. Vissa tillämpningar kräver extra motstånd mot utdragning och där är spiken försedd med hullingar (ankarspik, gipsplattespik) eller är spiralvridet (skruvspik, takplåtspik).
Spik med cirkulärt tvärsnitt har den nackdelen att den bjuder så gott som inget motstånd mot vridning av de sammanfogade delarna. Blir mer eller mindre ett gångjärn. Kantig spik bidrar däremot till vridmotstånd.
Spik slås in i de olika materialen med hammare i de flesta fall, större spik kan slås in med en liten slägga eller huvudet på en yxa. Vid industriell spikning eller i byggbranschen kommer spikpistoler till användning.

## Spiksorter

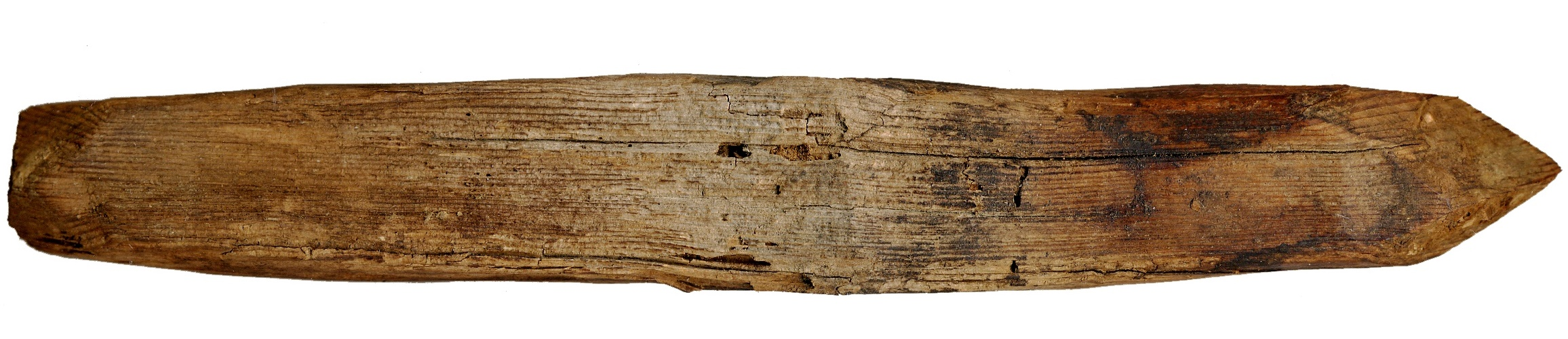
Tränagel

Tränagel eller dymling är en äldre metod för att foga detaljer av trä mot varandra, eller för att låsa tappen vid till exempel tappning. En träplugg som är likadan i bägge ändarna används för att fästa grövre timmer respektive plankor vid byggande av träfartyg samt vid timring i äldre timmerhus, även kallad dymling. Ett annat användningsområde är allmogebåtar. Att enepinna en bordläggning förekommer fortfarande, även om det var  vanligare förr.
Bleckspik används vid plåtslageriarbeten för att fästa till exempel fönsterbleck och andra plåtdetaljer på hus. Bleckspik finns i flera färger för att harmoniera med det beslag som fästs. Längden är oftast 25 mm.
Ankarspik är en spik med räfflor för att försvåra att den dras ur vid belastning eller när virket skjuvar sig. Ankarspiken används till olika hålband eller byggbeslag vid trähusbyggnad.

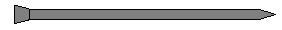
Dyckertspik

Dyckert är spik som antingen helt saknar huvud eller har ett mycket litet koniskt huvud. Dyckerten fäster huvudsakligen genom friktion. Avsikten är att hela spiken ska slås in i materialet så att ingenting sticker ut. Dyckertspik används till invändiga snickerier såsom foder vid fönster och dörrar, socklar vid golv eller till taklister med mera.
Furuspik är en spik som var vanlig förr till husbyggen, innan dagens heldragna trådspik kom till. Furuspiken var tidigare handsmidd innan smidesmaskiner började utvecklas. Furuspiken påträffas ofta vid reparation i äldre hus. Den används än i dag vid grövre snickerier samt vid all renovering av äldre byggnader. Furuspiken finns att tillgå galvaniserad eller i svartjärn.

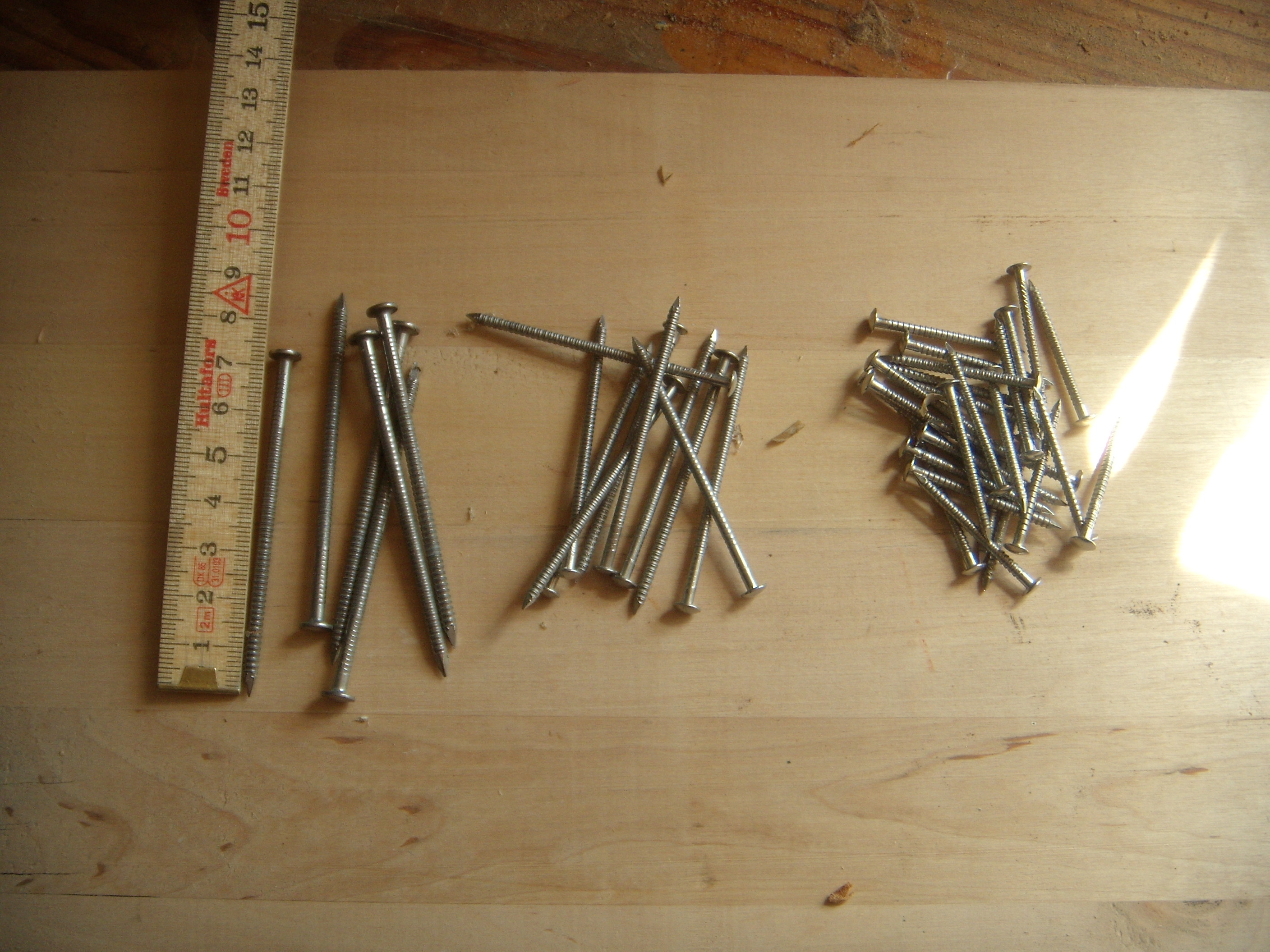
Kamgängad spik i rostfritt stål.

Kamspik är en spik med räfflor för olika träarbeten, dessa finns i olika längder från 20 mm och uppåt. Kamspik tillverkas i rostfritt stål som är det vanligaste, spiken finns även att få i koppar eller brons. I vissa länder tillverkas kamspik i stål, eller för spikpistoler på band.

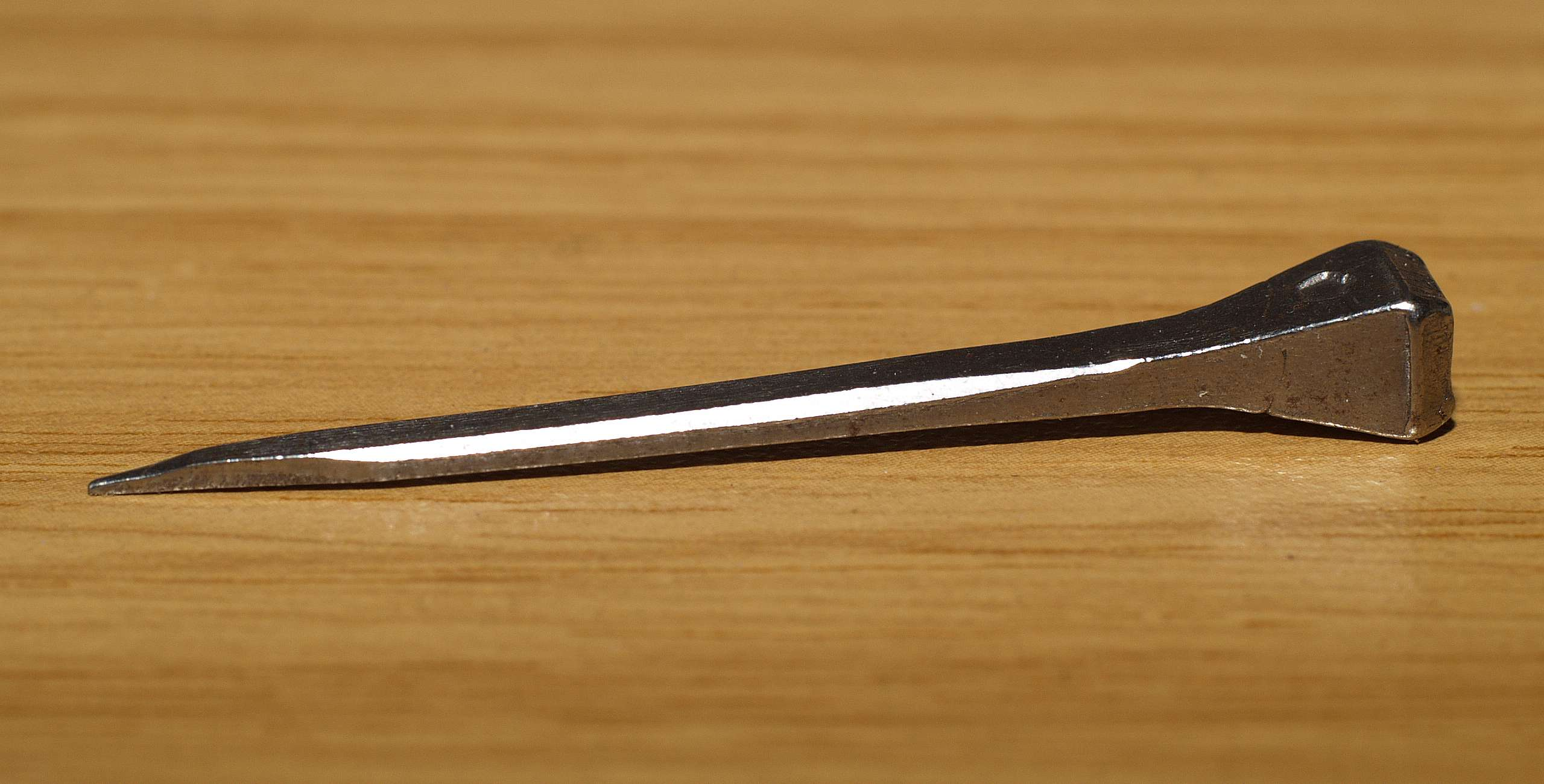
Hästskosöm

Hästskosöm är en spik med särskild form som slås underifrån genom hästskon och ut genom hovens utsida där den böjs och klipps av med en hovtång.

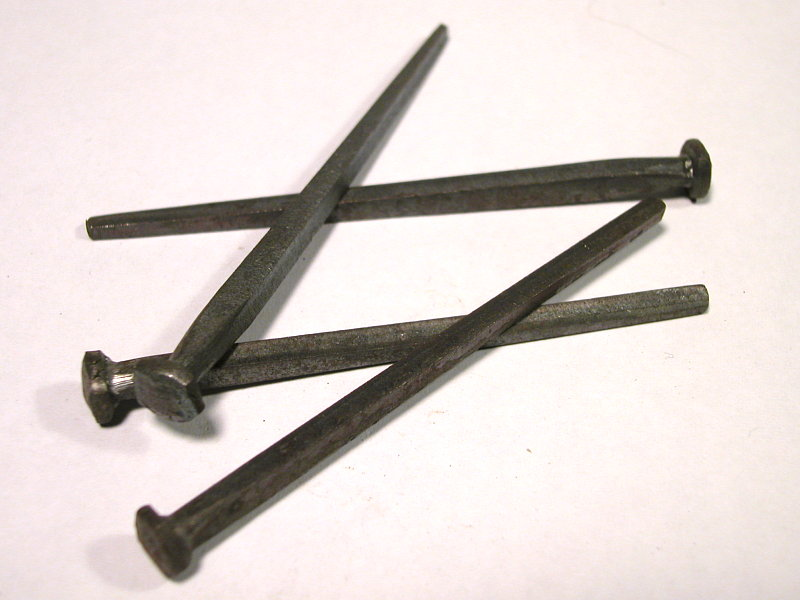
Klippspik.

Klippspik framställs genom klippning av plåt i motsats till trådspik som dras med tråd som ämne och till handsmidd spik. Används till spikning av exempelvis karmar och reglar i lättbetong.

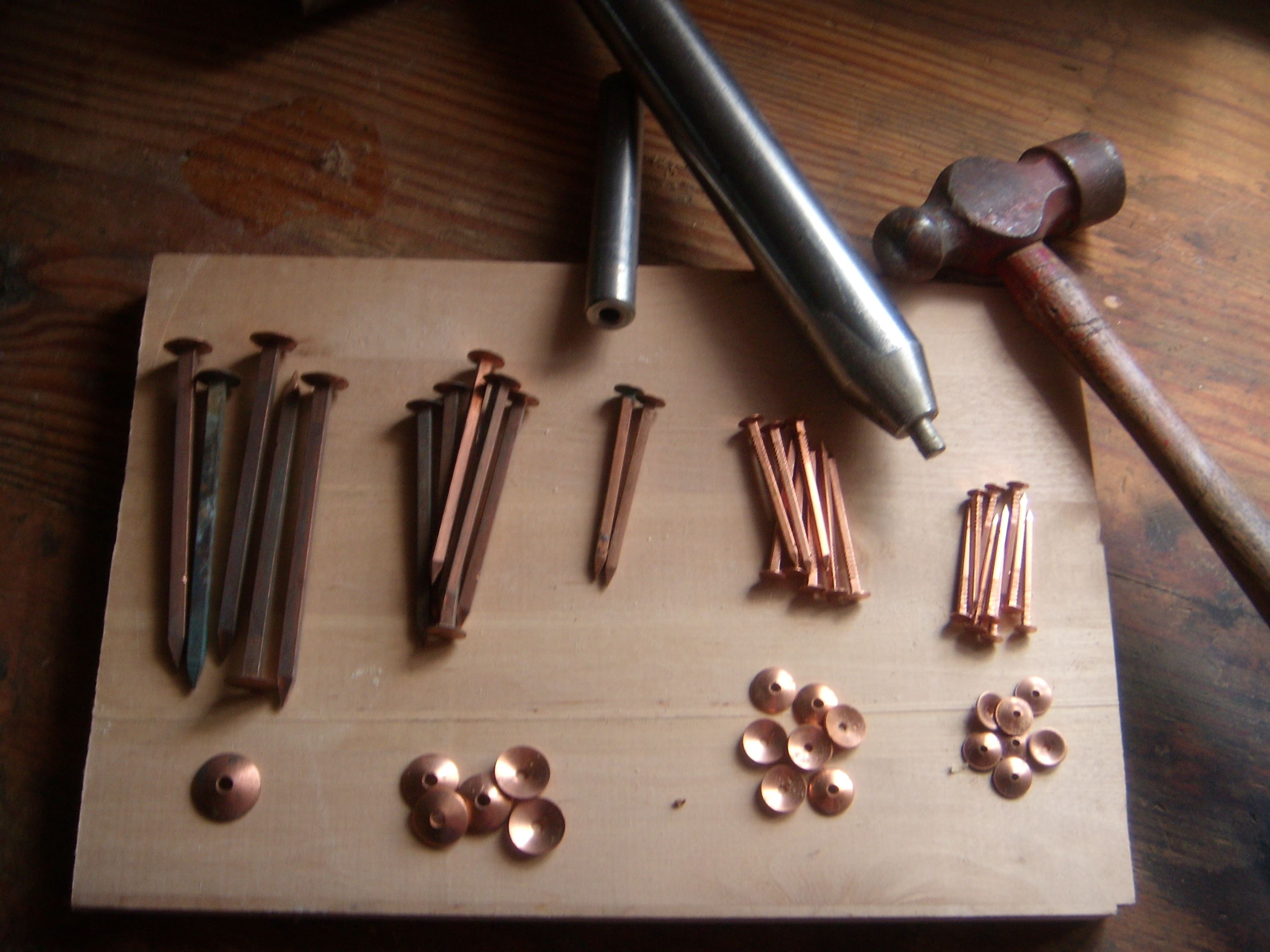
Kopparspik för båtbyggnad med tillbehör för nitning.

Kopparspik finns för olika ändamål, till exempel runda med räfflor, för plåtslageriarbeten. Det finns även en fyrkantig modell, som används till träbåtsbygge för nitning av bord samt spant. En annan modell som har ett huvud (kallat rosset) användes till dekoration av paneler och dylikt. Koppar går inte att använda tillsammans med stål, järn, eller aluminium i fuktiga miljöer, på grund av korrosion. Denna förstärkts ytterligare i saltvatten. Rostfritt eller syrafast stål går dock bra att använda tillsammans med koppar.
Nubb är en typ av kortare spik med ett platt huvud. Normalt 6 till 18 mm lång. Nubben har i allmänhet kvadratisk genomskärning och ett platt cirkelformat huvud. Nubb tillverkas genom pressning. En grövre sorts nubb, från 18 till 25 mm längd, förekommer och användes för spikning av mjuka mattor och dylikt, s.k. mattspik.
Av tråd tillverkad småspik i samma längder som nubb kallas vanligen stift, vare sig den är gjord av järn- eller mässingstråd.
Pappspik, kort spik med runt skaft och platt huvud som används för att fästa takpapp och asfaboard.

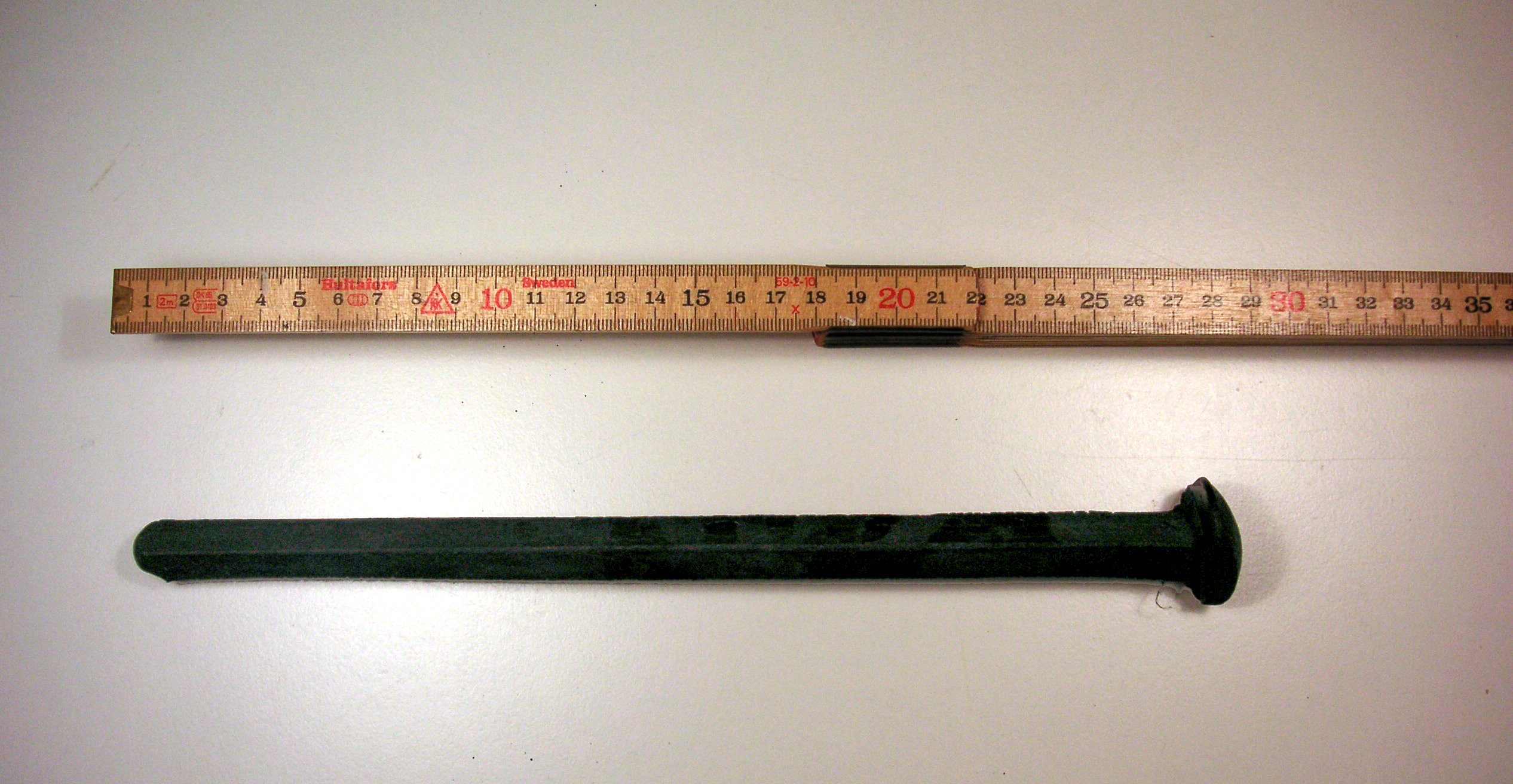
Smidd ekspik till Göteborg III

Timmerspik, även benämnd ekspik, är en spik för ekvirke för båt- och fartygsbygge. Timmerspiken är en grov varmförzinkad spik utformad för att ej kila isär timmer eller virke vid rätt idrivning. Ekspiken drives in i träet tvärs mot fibern.

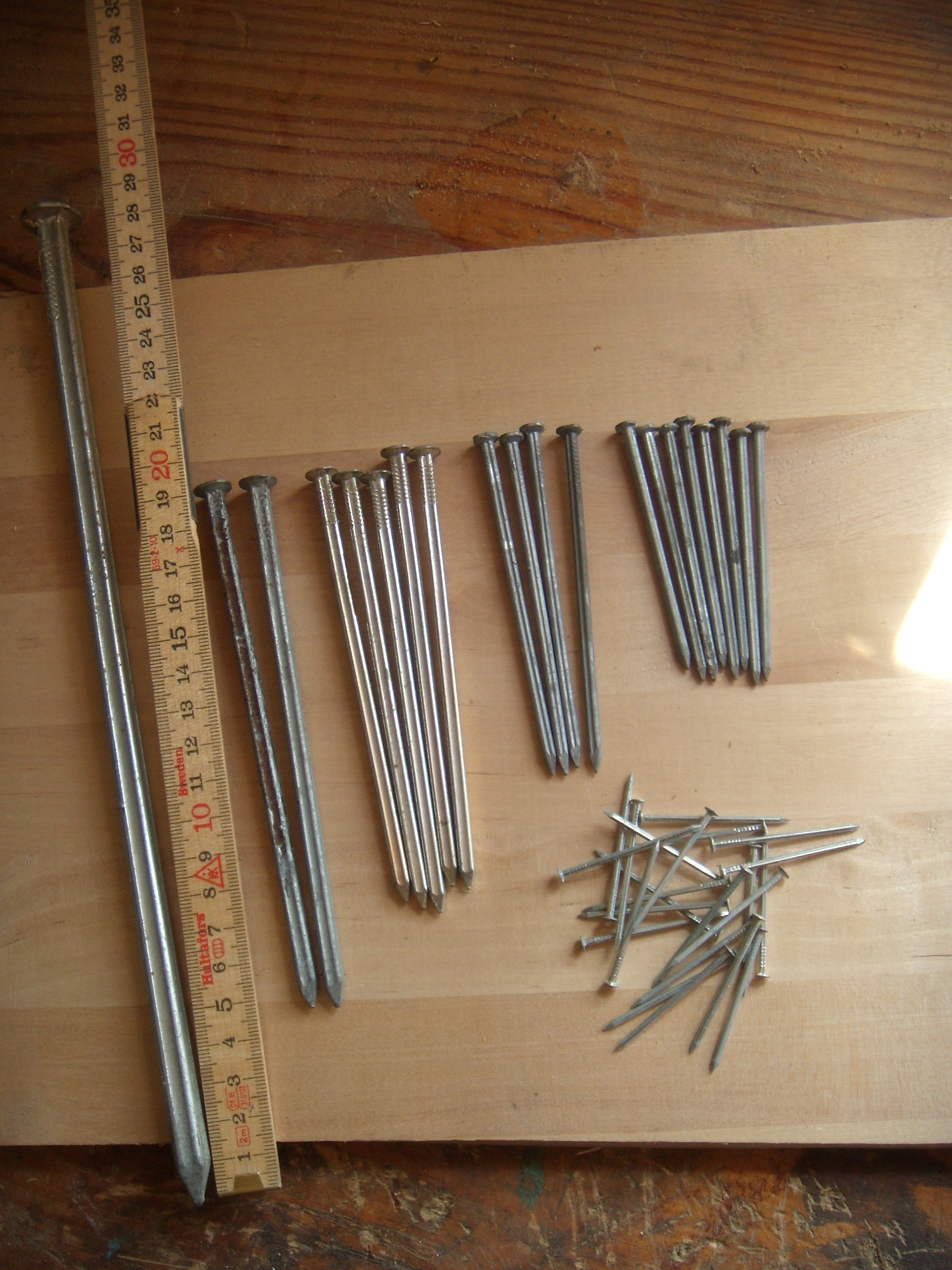
Trådspik i olika längd.

Trådspik är spik framställd av metalltråd, till skillnad från smidd spik. Trådspik är idag den vanligaste spiksorten för att foga samman trä. Oftast använder man sig av metalltråd av fyrkantigt eller x-format tvärsnitt. Det ger den bästa kombinationen av anliggningsyta, materialåtgång och stadga. Ibland förses trådspiken med räfflor för att öka friktion och fästförmåga.
Enbrädesspik var (förr) ett slags kortare spik, ursprungligen väl avpassad efter tjockleken av en bräda. ”en, räkneord”. SAOB. 1922. https://svenska.se/saob/?id=E_0435-0160.pGyG#U_E435_141809. Läst 16 augusti 2024.
Brädspik är omkring 56 mm lång, med två smala och två bredare sidor samt takformigt huvud.
Pallspik är vanligen anpassad till den typ av lastpall som skall tillverkas. För EUR-pall krävs certifierad spik.

### Övriga spiksorter

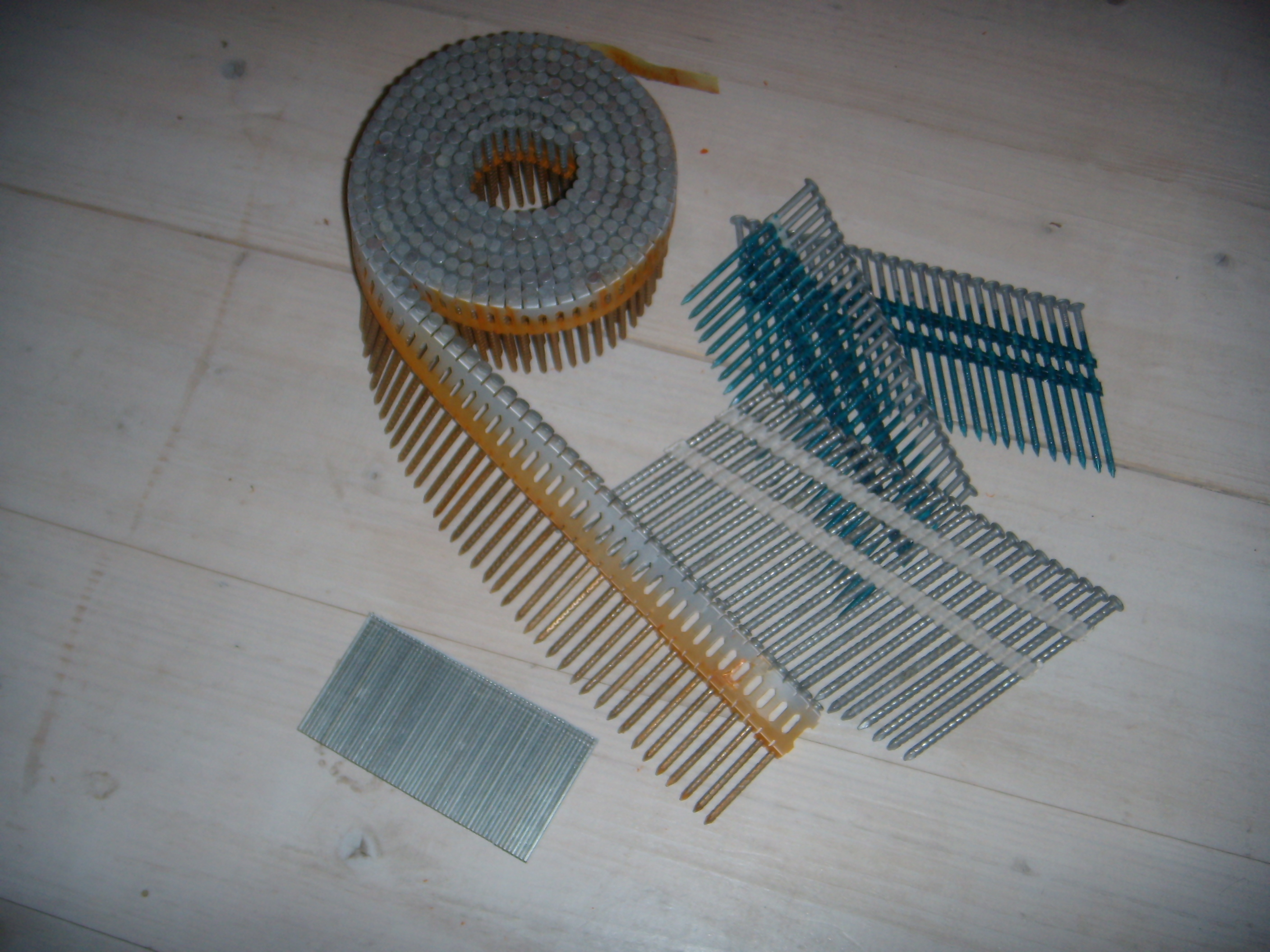
Kamspik för spikpistol.

- Fiberplattspik
- Formspik
- Klockspik
- Pallspik för lastpallar[2][3]
- Rälspik (för räls)
- Slagspik
- Tapetspik

### Svensk spiklängd samt bandad spik
Längden härrör från tiden när man använde tum till exempel 2, 3 och 4 tums spik. Längd av de mest förekommande spikarna i millimeter och tum.
| längd (mm) | längd (närmast i tum) | exempel            |
| ---------- | --------------------- | ------------------ |
| 19         | ¾                     | bandad pappspik    |
| 20         |                       | pappspik           |
| 22         |                       | spix               |
| 25         | 1                     | pappspik           |
| 30         |                       | pappspik           |
| 35         |                       | pappspik           |
| 38         | 1½                    | dyckert            |
| 40         |                       | ankarspik, dyckert |
| 50         | 2                     | dyckert            |
| 60         | 2½                    | trådspik           |
| 65         |                       | bandad spik        |
| 75         | 3                     | trådspik, bandad   |
| 90         | 3½                    | bandad spik        |
| 100        | 4                     | trådspik           |
| 125        | 5                     | trådspik           |
| 150        | 6                     | trådspik           |